# Memorial Rik Van Steenbergen 2019
Il Memorial Rik Van Steenbergen 2019, ventitreesima edizione della corsa, valido come evento dell'UCI Europe Tour 2019 categoria 1.1, si svolse il 13 ottobre 2019 per un percorso di 199,8 km, con partenza da Beerse ed arrivo ad Arendonk. Fu vinto dal belga Dries De Bondt, che terminò la gara in 4h24'08" alla media di 45,388 km/h, precedendo il connazionale Jimmy Janssens e l'olandese Piotr Havik.
Furono 62 i ciclisti, dei 98 alla partenza, che portarono a termine la competizione.

## Squadre partecipanti
| N.    | Cod. | Squadra                   |
| ----- | ---- | ------------------------- |
| 1-7   | COC  | Corendon-Circus           |
| 11-16 | COF  | Cofidis                   |
| 21-26 | WVA  | Wallonie Bruxelles        |
| 31-37 | SVB  | Sport Vlaanderen-Baloise  |
| 41-47 | ROC  | Roompot-Charles           |
| 51-56 | TDE  | Total Direct Énergie      |
| 61-67 | WGG  | Wanty-Gobert Cycling Team |
| 71-77 | ALE  | Alecto Cycling Team       |
| 81-87 | AMO  | Amore & Vita-Prodir       |

| N.      | Cod. | Squadra                   |
| ------- | ---- | ------------------------- |
| 91-96   | BRT  | Beat Cycling Club         |
| 101-107 | EVO  | EvoPro Racing             |
| 111-117 | LKT  | LKT Team Brandenburg      |
| 121-127 | MET  | Metec-TKH-Mantel          |
| 131-136 | TIS  | Tarteletto-Isorex         |
| 141-147 | CIB  | Cibel                     |
| 151-157 | CCD  | Differdange-GeBa          |
| 161-167 | SVL  | Sauerland NRW-SKS Germany |

## Classifica (Top 10)
| Pos. | Corridore           | Squadra   | Tempo    |
| ---- | ------------------- | --------- | -------- |
| 1    | Dries De Bondt      | Corendon  | 4h24'08" |
| 2    | Jimmy Janssens      | Corendon  | a 4"     |
| 3    | Piotr Havik         | Beat      | s.t.     |
| 4    | Oscar Riesebeek     | Roompot   | s.t.     |
| 5    | Tim Merlier         | Corendon  | a 39"    |
| 6    | Stijn Steels        | Roompot   | s.t.     |
| 7    | Rick Ottema         | Metec-TKH | s.t.     |
| 8    | Baptiste Planckaert | Wallonie  | s.t.     |
| 9    | Otto Vergaerde      | Corendon  | s.t.     |
| 10   | Paul Taebling       | LKT       | s.t.     |